# Тольён (Дебёсский район)
Тольён (удм. Толйылон) — деревня в Дебёсском районе Удмуртской республики.

## География
Деревня находится в центральной части республики, в зоне хвойно-широколиственных лесов, в пределах Верхнекамской возвышенности, на расстоянии примерно 7 километров (по прямой) на северо-запад от села Дебёсы, административного центра района.

### Климат
Климат характеризуется как умеренно континентальный, с продолжительной холодной многоснежной зимой и относительно коротким тёплым летом. Среднегодовая многолетняя температура воздуха составляет 2,7 °С. Средняя температура воздуха самого тёплого месяца (июля) — 18,7 °C (абсолютный максимум — 36,6 °C); самого холодного (января) — −13,5 °C (абсолютный минимум — −47,5 °C). Среднегодовое количество атмосферных осадков составляет около 500 мм, из которых большая часть выпадает в тёплый период.

## Топоним
Название восходит к удм. толйылон «зимовье».

## История
Известна с 1720 года как деревня с 3 дворами. В 1873 здесь (Гордиярская или Гордиан) уже 89 дворов, в 1905 (Тольенская или Гордъяр) 59, в 1920 — 92 (удмуртских 73 и русских 19), в 1924 (Тольен или Гордиарская)- 88.
До апреля 2021 года входила в Тольенского сельского поселения. Оно упразднено Законом Удмуртской Республики от 30.04.2021 № 40-РЗ к 23 мая 2021 года в связи с преобразованием муниципального района в муниципальный округ.

## Население
| 2010 | 2012 |
| ---- | ---- |
| 268  | ↗270 |

Постоянное население составляло 8 человек (1710), 380 (1873), 474 (1905), 596 (1924), 286 человек в 2002 году, 270 в 2012.